# Comuna Șom, Bereg
Șom (în ucraineană Шом) este o comună în raionul Bereg, regiunea Transcarpatia, Ucraina, formată din satele Kaștanovo și Șom (reședința).

## Demografie
Componența lingvistică a comunei Șom
     Maghiară (77,01%)
     Ucraineană (22,39%)
     Alte limbi (0,51%)
Conform recensământului din 2001, majoritatea populației comunei Șom era vorbitoare de maghiară (77,01%), existând în minoritate și vorbitori de ucraineană (22,39%).